# 沃尔夫冈·罗尔夫
沃尔夫冈·罗尔夫（德語：Wolfgang Rolff，1959年12月26日—），德国前男子足球运动员。他曾代表西德国家队参加1986年国际足联世界杯，及1984年和1988年欧洲足球锦标赛。